# 파타우 다우다
압둘 파타우 다우다(영어: Abdul Fatawu Dauda, 1985년 4월 6일 ~ )는 가나의 전 프로 축구 선수로, 골키퍼로 활약했다.

## 구단 경력
다우다는 2004년 가나 풋볼 리그 클럽인 오콰쿠 유나이티드에서 그의 축구 경력을 시작했고, 2006년 다우다는 그의 고향인 오부아시에서 가나 프리미어리그 클럽인 아샨티 골드와 계약을 맺었다. 다우다는 2007년 가나 프리미어리그 올스타 팀의 멤버였다. 2008년 7월 5일, 다우다는 가나에서 2008년 올해의 골키퍼로 지명되었다.
다우다는 2013년 올랜도 파이리츠에서 뛰기 위해 남아프리카 공화국으로 갔다. 센조 메이와의 백업이었던 그는 프리미어 사커 리그에서 단 세 경기만 뛰었고 다음 시즌에 치파 유나이티드로 그 클럽을 떠났다. 단 두 경기 후에, 다우다는 급여를 받지 못한 후 그 클럽을 떠났다.
2014년 10월 1일, 다우다는 아샨티 골드로 복귀했다.
2016년 12월, 다우다는 나이지리아 클럽 에님바에 입단했다.

## 국가대표팀 경력
다우다는 2008년 아프리카 네이션스컵에서 가나 국가대표팀으로 합류했고, 2013년 아프리카 네이션스컵 대회의 첫 번째 골키퍼였다.
2014년 5월 12일, 가나의 제임스 콰시 아피아 감독은 2014년 FIFA 월드컵을 위해 미리 선정된 26명의 예비 명단에 다우다를 포함시켰다. 몇 주 후인 6월 1일, 그는 브라질로 합류할 23명의 최종 명단에 확인되었다.